# Hans Minder
Hans Minder (ur. 28 sierpnia 1908) – szwajcarski zapaśnik walczący w stylu wolnym. Brązowy medalista olimpijski z Amsterdamu 1928 w kategorii 61 kg. Złoty medalista mistrzostw Europy w 1931 i srebrny w 1933 roku.
Na turnieju olimpijskim w Amsterdamie w 1928 przegrał w pierwszej walce z Finem Kustaą Pihlajamäkim, następnie wygrał z Pieterem Bressinckem z Belgii, Norwegiem Arthurem Nordem i Kanadyjczykiem Dannym McDonaldem, zaś w rundzie finałowej uległ Amerykaninowi Alliemu Morrisonowi.